# Sint-Sebastiaankapel (Drinklange)

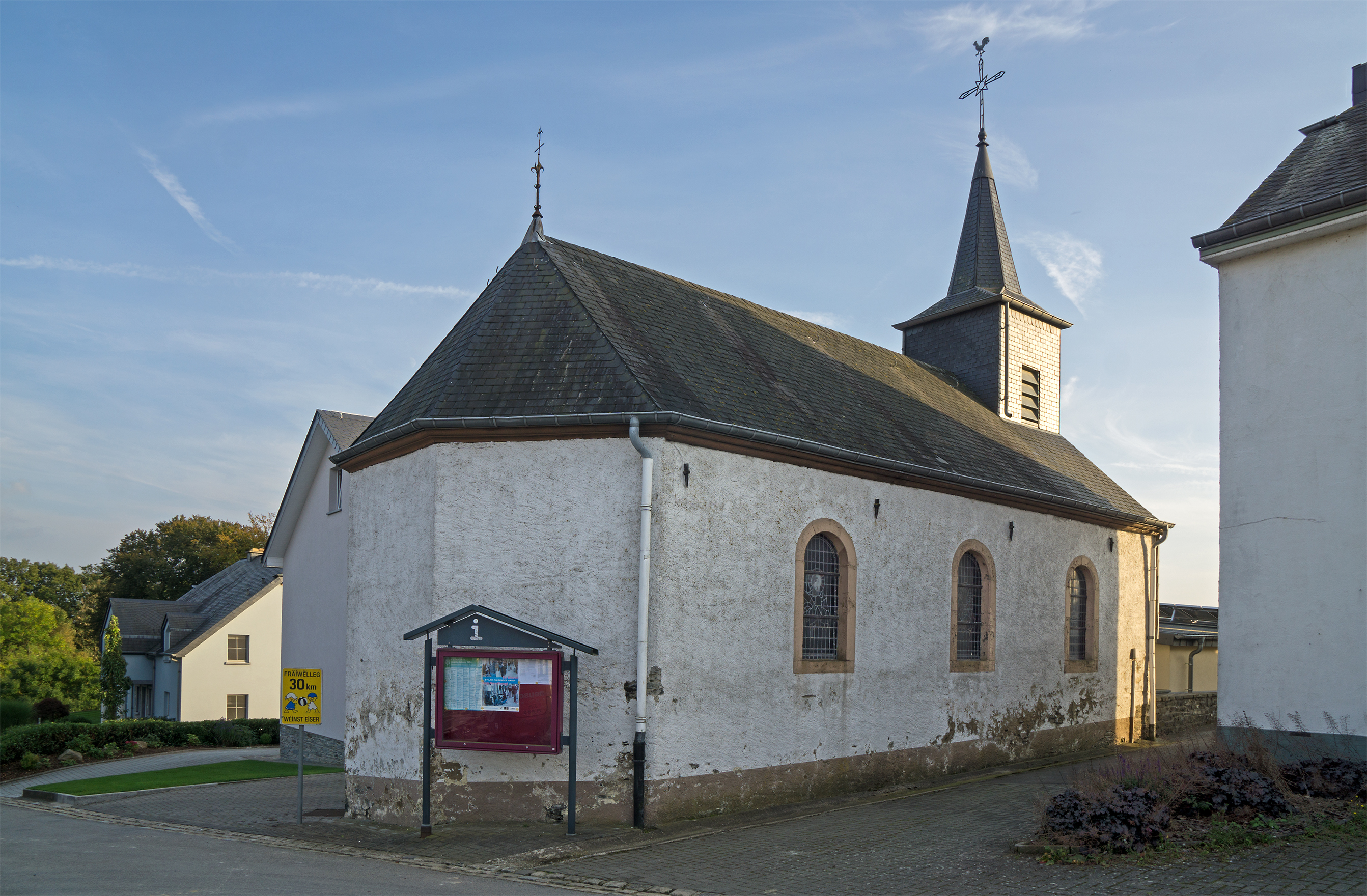
Sint-Sebastiaankapel

De Sint-Sebastiaankapel is een kapel in Drinklange in de gemeente Troisvierges in Luxemburg. De kapel staat centraal in het dorp aan de splitsing van de Duarrefweeg met de Am Pättchen.
De kapel is gewijd aan Sint-Sebastiaan.

## Opbouw
De witte kapel staat ongeveer zuidwest-noordoost gesitueerd. Het gebouw is een eenvoudig zaalkerkje met een ingang in het zuidwesten, boven de ingang een kleine toren met ingesnoerde torenspits, een schip met drie traveeën en een driezijdige koorsluiting (apsis). De kapel is voorzien van rondboogvensters.